# Granger (Missouri)
Granger est un village du comté de Scotland, au Missouri, aux États-Unis. La population était de 34 habitants lors du recensement de 2010.

## Histoire
La ville a été fondée et étudiée par Henry Hill en septembre 1874. Son nom rend hommage au Mouvement agrarien américain de La Grange, populaire en Amérique rurale à cette époque. Granger a été incorporé par requête au tribunal de comté de Scotland le 3 juillet 1912. Adjacent à la Burlington Northern Railroad, le quartier commerçant de Granger au moment de son incorporation comprenait trois magasins généraux, deux hôtels, une banque, une pharmacie, une quincaillerie, un épicier, un coiffeur, un marché à viande et un forgeron. Bien qu'aucun recensement officiel n'ait été effectué sur la communauté en 1910, les estimations contemporaines placent la population entre 150 et 200 habitants.